# Wolf Siegelmann
Wolf Siegelmann (* 1958 in Bonn) ist ein deutscher Kameramann.

## Leben
Siegelmann begann 1983 als freier Kameramann und Editor im Bereich Industrieschulungsfilm zu arbeiten. Später drehte er erfolgreich internationale Industriefilme, für die er mehrere Preise erhielt. Die Genres Dokumentarfilm und Reportagen entdeckte er Ende der 1980er Jahre für sich. Seit 1994 arbeitet Siegelmann auch als Bildgestalter im Fiction-Bereich, seither hat er Fernsehfilme und verschiedener Reihen und Serien ins Bild gesetzt.

## Filmografie (Auswahl)
- 1998: Balko (vier Folgen)
- 1998: Polizeiruf 110 – Spurlos verschwunden
- 1998: Polizeiruf 110 – Mordsmäßig Mallorca
- 1998: Tatort – Voll ins Herz (Fernsehreihe)
- 1999: Polizeiruf 110 – Kopfgeldjäger
- 1999: Tatort – Mordfieber
- 1999: Tatort – Traumhaus
- 2000: Polizeiruf 110 – La Paloma
- 2000: Polizeiruf 110 – Bruderliebe
- 2000: Tatort – Der Trippler
- 2001: Polizeiruf 110 – Fliegende Holländer
- 2002: Tödliches Vertrauen
- ab 2003: Ein starkes Team (Fernsehreihe)
  - 2003: Blutsbande
  - 2004: Der Verdacht
  - 2004:  Sicherheitsstufe 1
  - 2006: Dunkle Schatten
  - 2006: Gier
  - 2006: Sippenhaft
  - 2007: Unter Wölfen
  - 2009: Geschlechterkrieg
  - 2018: Preis der Schönheit
  - 2018: Tod einer Studentin
  - 2018: Tödlicher Seitensprung
  - 2021:  Verdammt lang her
  - 2022:  Die letzte Runde
  - 2024:  Der Tausch
  - 2024:  Und vergib ihnen ihre Schuld
- 2005: Schüleraustausch – Die Französinnen kommen
- 2005: Das Duo – Herzflimmern
- 2006: Tatort – Liebe macht blind
- 2007: Tatort – Der Finger
- 2008: Tatort – Blinder Glaube
- 2009: Tatort – Um jeden Preis
- 2009: Commissario Laurenti – Totentanz
- 2009–2010: Ein Fall für zwei (zwei Folgen)
- 2010: Tatort: Heimwärts
- 2011: Das Duo: Liebe und Tod
- 2011: Allein gegen die Zeit (zweite Staffel)
- 2011: Tatort: Nasse Sachen
- 2011: Tatort: Heimatfront
- 2012: Das Duo – Tote lügen besser
- 2012–2013: SOKO Kitzbühel (sieben Folgen)
- 2012: Tatort: Verschleppt
- 2012: Tatort: Todesschütze
- 2013: Der Staatsanwalt – Heiße Quellen (AT)
- 2013: Rosa Roth – Der Schuss
- 2013: Tatort: Melinda
- 2013: Tatort: Eine Handvoll Paradies
- 2014: Tatort: Adams Alptraum
- 2014: Die Hebamme
- 2014: Tatort: Weihnachtsgeld
- 2014: Der Staatsanwalt – Vaterliebe
- 2015: Die Salzprinzessin
- 2015: Ein gefährliches Angebot
- 2015: Mord in bester Gesellschaft: Das Scheusal
- 2016: Dresden Mord: Nachtgestalten
- 2016: Die Hebamme 2
- 2017: Tatort: Söhne und Väter
- 2017: Der Usedom-Krimi: Trugspur
- 2017, 2019: SCHULD nach Ferdinand von Schirach (Staffel 2 und Folge 4 von Staffel 3)
- 2018: Das Joshua-Profil
- 2019: Tatort: Der Pakt
- 2020: Die Toten am Meer
- ab 2020: Erzgebirgskrimi (Fernsehreihe)
  - 2020: Tödlicher Akkord
  - 2021: Der Tote im Burggraben
  - 2021: Der letzte Bissen
- 2022: Familie Bundschuh – Unter Verschluss
- 2022: Tödliches Vertrauen
- 2022: Letzte Spur Berlin
- 2022: Die Toten am Meer – Der Wikinger
- 2024: Der Bozen-Krimi – Mein ist die Rache
- 2024: Ein Fall für Zwei

## Auszeichnungen
- 2012: Deutscher Kamerapreis für Allein gegen die Zeit in der Kategorie Kamera Fernsehserie (gemeinsam mit Simon Schmejkal)[2]